# Paulo Bertran
Paulo Bertran Wirth Chaibub (Anápolis, 21 de outubro de 1948 – Goiânia, 2 de outubro de 2005) foi um economista e historiador da região central do Brasil, especialmente o Distrito Federal e Goiás.
Foi professor da Universidade de Brasília, do Centro Universitário de Brasília, da Pontifícia Universidade Católica de Goiás e da Universidade Federal de Goiás.
Publicou 12 livros, dentre os quais se destaca História da Terra e do Homem no Planalto Central.
Foi membro titular da Academia Brasiliense de Letras e Cidadão Brasiliense, por outorga da Câmara Legislativa do Distrito Federal.
Além disso, fundou em Brasília o Memorial das Idades do Brasil, museu a céu aberto que hoje se chama Memorial Paulo Bertran.

## Biografia
Anapolino de origem multiétnica, era formado em Economia pela Universidade de Brasília. Teve formação complementar em história e planejamento pela Universidade de Estrasburgo, na França. Dedicou-se à história colonial da região central do Brasil, especialmente da localidade onde viria a se instalar Brasília.
Escritor, com publicações de artigos em jornais, revistas e publicações especializadas. Fundador e primeiro editor do Jornal Cultural "DF Letras", suplemento cultural do Diário da Câmara Legislativa do Distrito Federal.

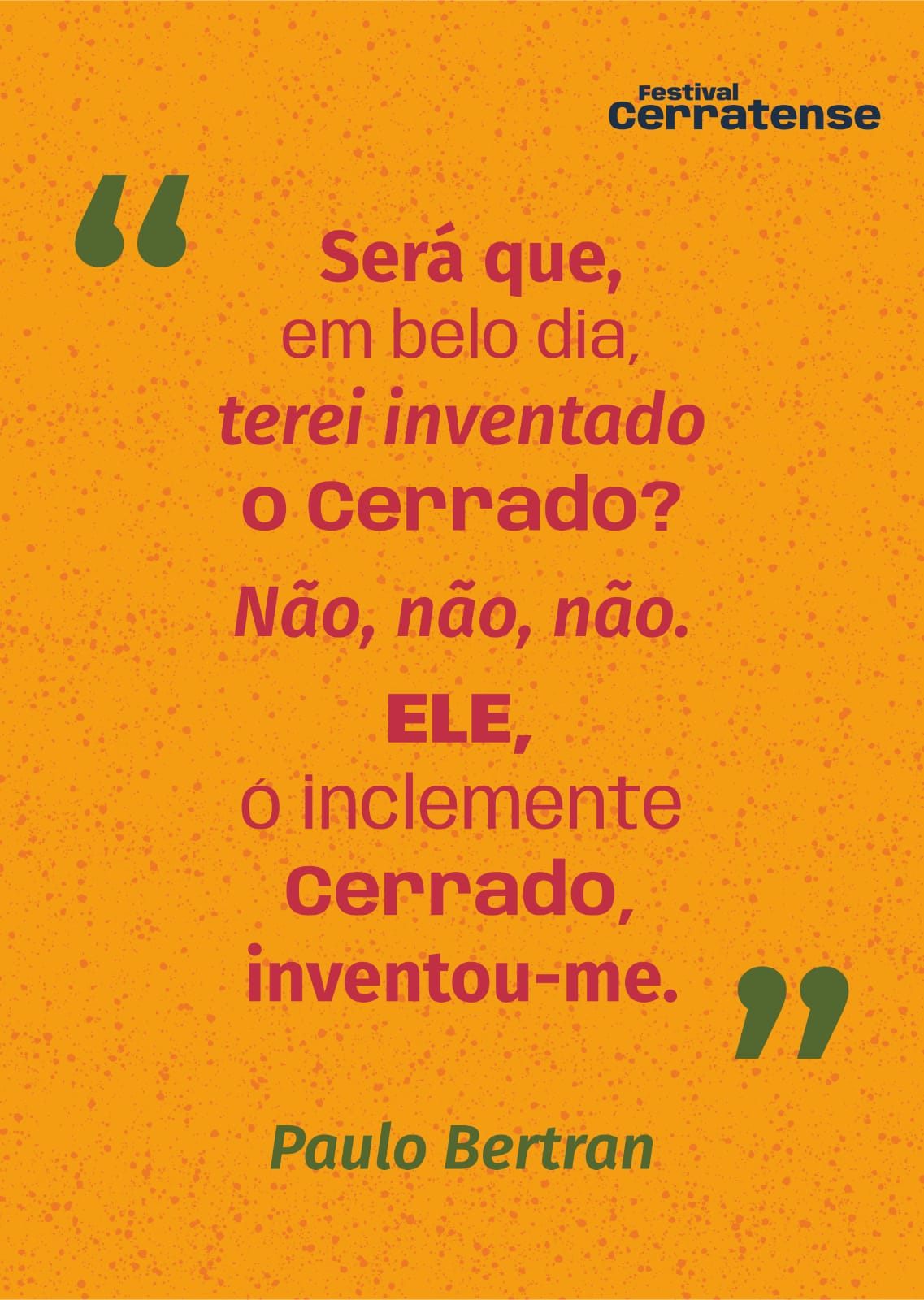
Cartaz do festival Cerratense, criado por Paulo Bertran.

Fazendeiro e especialista em construções de casas de barro e adobe, recuperando as técnicas construtivas coloniais, com inovadora concepção de mínimo impacto ambiental. Durante a Conferência da ONU Rio-92, apresentou a exposição "Moradias Ambientas do Cerrado Brasileiro".
Autor de estudos que viabilizaram o tombamento da Cidade de Goiás como Patrimônio da Humanidade, pela UNESCO, de Corumbá de Goiás, pelo Instituto do Patrimônio Histórico e Artístico Nacional, IPHAN, do Monumento Jaurú, em Cáceres, no Mato Grosso, e do conjunto art-déco de Goiânia, capital de Goiás. Foi Conselheiro representante da região Centro-Oeste junto ao Conselho do IPHAN.
Introdutor do conceito de Eco-História na moderna historiografia brasileira. Escreveu sobre a história econômica do Centro-Oeste, a história da terra e do homem do Planalto Central, recuperou a história de Niquelândia, sobre a passagem da Coluna Prestes pelo centro geográfico do país, deu um tom literário à história da Cidade de Goiás, assim descrita por ele: "A Cidade de Goiás, à vista da genealogia histórica das antigas capitais brasileiras, é o mais perfeito exemplar hoje existente de uma linhagem, de uma morfologia urbana e cultura que vem escapando às classificações: cidade antiga dos sertões do Cerrado. Simples, heretogênea, intimista, despojada. Mimética, como a savana envolvente e as 2002 janelas diferentes, através das quais nos olha."

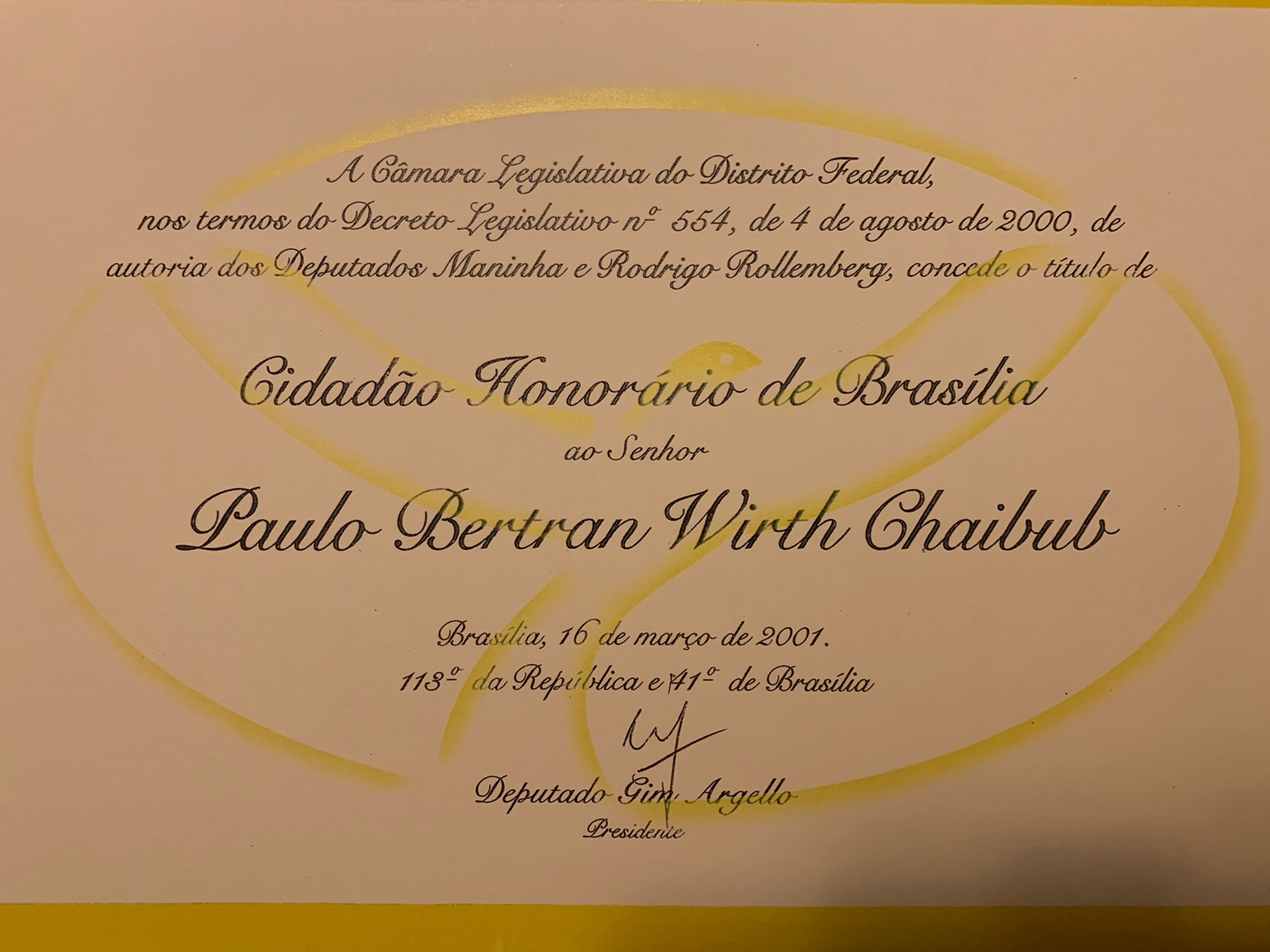
Título de Cidadão Honorário de Brasília concedido a Paulo Bertran.

Segundo texto publicado no jornal Correio Brasiliense, por ocasião de seu falecimento, "era pesquisador de sujar as botas, vagar pelas entranhas da terra altiplana, sorver dos encantos do cerrado, de se encantar pela população ancestral que até hoje vive nos escondidos da zona rural. Ana Miranda descreveu que "o livro de Bertran me revelou um outro passado do Planalto Central, que eu imaginava apenas caminho de gado, currais, mas era repleto de povoações, colonizadores, ninfas do campo, índicos, expedições, padres, tragédias, sesmarias, mineração, tesouros, comeres..."
Em reconhecimento a seu trabalho como ambientalista, Paulo Bertran nomeou um novo tipo de baunilha brasileira, a Vanilla Bertrani.
Membro titular da Academia Brasiliense de Letras, da Academia de Letras e Artes do Planalto, da Academia Pirenopolina de Letras, do Instituto Histórico e Geográfico do Distrito Federal, do Instituto Histórico e Geográfico de Goiás e do Instituto Histórico e Geográfico de São Paulo.

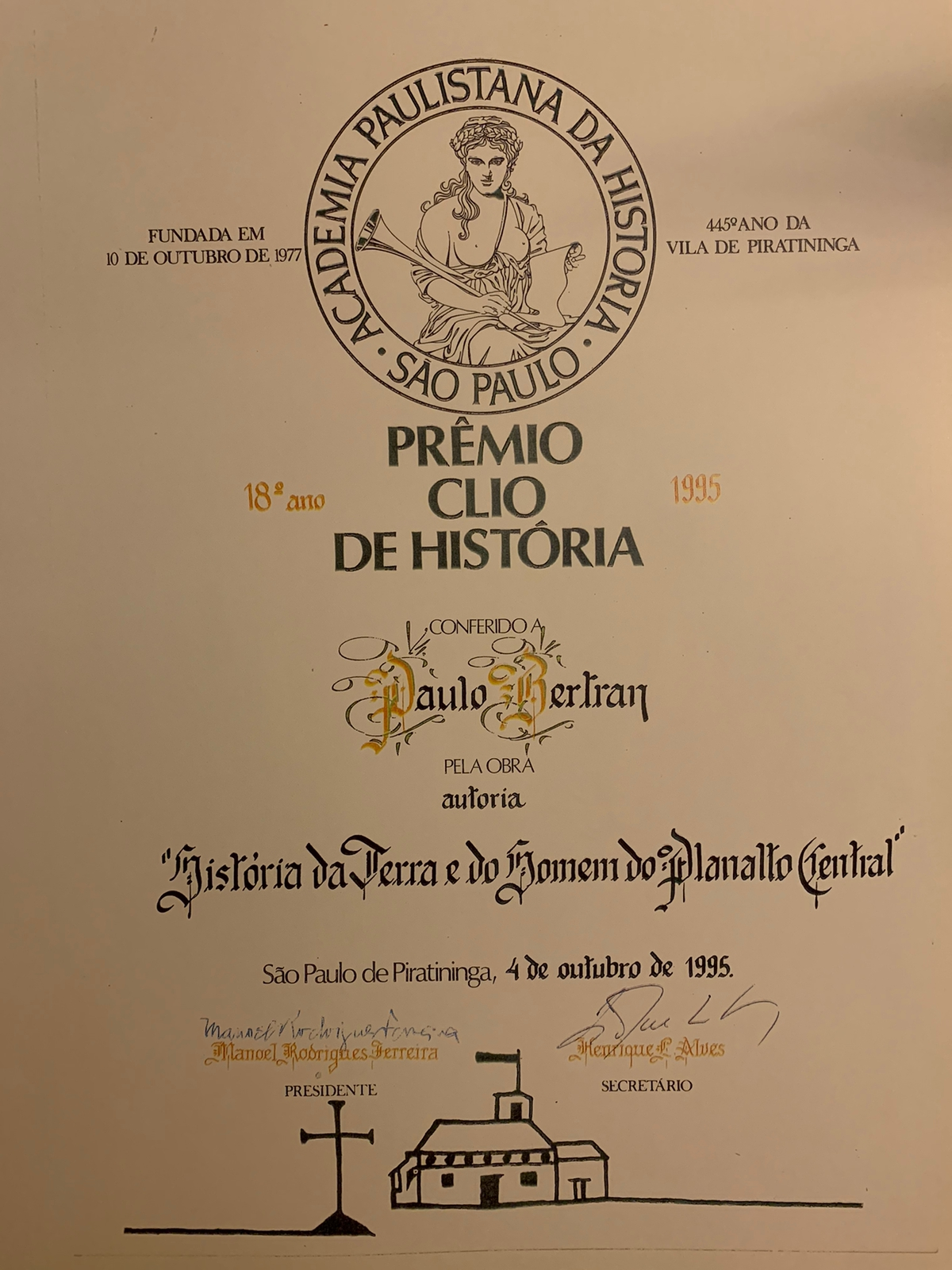
Prêmio Clio de História concedido a Paulo Bertran.

Cidadão Brasiliense, por outorga da Câmara Legislativa do Distrito Federal. Cidadão Niquelandense, por outorga da Câmara Legislativa do Município de Niquelândia. Cidadão Vilaboense, outorgado pela Câmara Municipal da Cidade de Goiás. Comendador pela "Ordem do Mérito Anhanguera", maior título honorífico do Estado de Goiás.
Ganhou vários prêmios, incluindo: Prêmio Literário do Instituto Nacional do Livro, por ocasião do lançamento do livro "Uma Introdução à História Econômica do Centro-Oeste do Brasil", em 1988; Prêmio Clio de História, da Academia Paulista de História, por ocasião do lançamento do livro "História da Terra e do Homem no Planalto Central - Eco-história do Distrito Federal, do Indígena ao Colonizador", em 1995 e Troféu Amália Hermano, do Conselho Estadual de Cultura de Goiás, em 2000.
A biblioteca da Câmara Legislativa do Distrito Federal chama-se Biblioteca Paulo Bertran. Umas das três bibliotecas do Centro Cultural Oscar Niemeyer, em Goiânia, também se chama Biblioteca Paulo Bertran.
Paulo Bertran cunhou o termo cerratense, que designa a “gente do Cerrado”, termo celebrado por criar uma identidade simbólica para as pessoas que vivem no bioma Cerrado.
Redescobridor da Cidade de Pedra de Pirenópolis, maior cidade de pedra do país, originalmente descrita em 1871 pelo médico e naturalista francês François Henry Trigant des Genettes, que informava ter descoberto " 'nos Montes Pirínicos a Cidade Perdida dos Atlantes, cobrindo uma grande extensão de terreno, com muralhas para fortificações, largas ruas e praças, ao longo dos quais observou ruínas muito erodidas de estátuas, de templos gigantescos, teatros, palácios, residências, túmulos...' Paulo Bertran reconhece que o exagero do médico francês devia-se ao fato de, à época, não haver instrumentos que permitissem diferenciar 'ruínas arqueológicas de fenômenos naturais'."
Recuperou os marcos da Estrada Geral do Sertão, citada em documentos dos séculos XVII e XIX, que cortava o Brasil de leste a oeste, da Bahia ao Mato Grosso, que ligava Salvador à Cidade de Goiás e cortava o norte do Distrito Federal.
Realizava pesquisas exploratórias na Serra Dourada, na Cidade de Goiás, na véspera dos problemas de saúde que causaram seu falecimento.

## Publicações

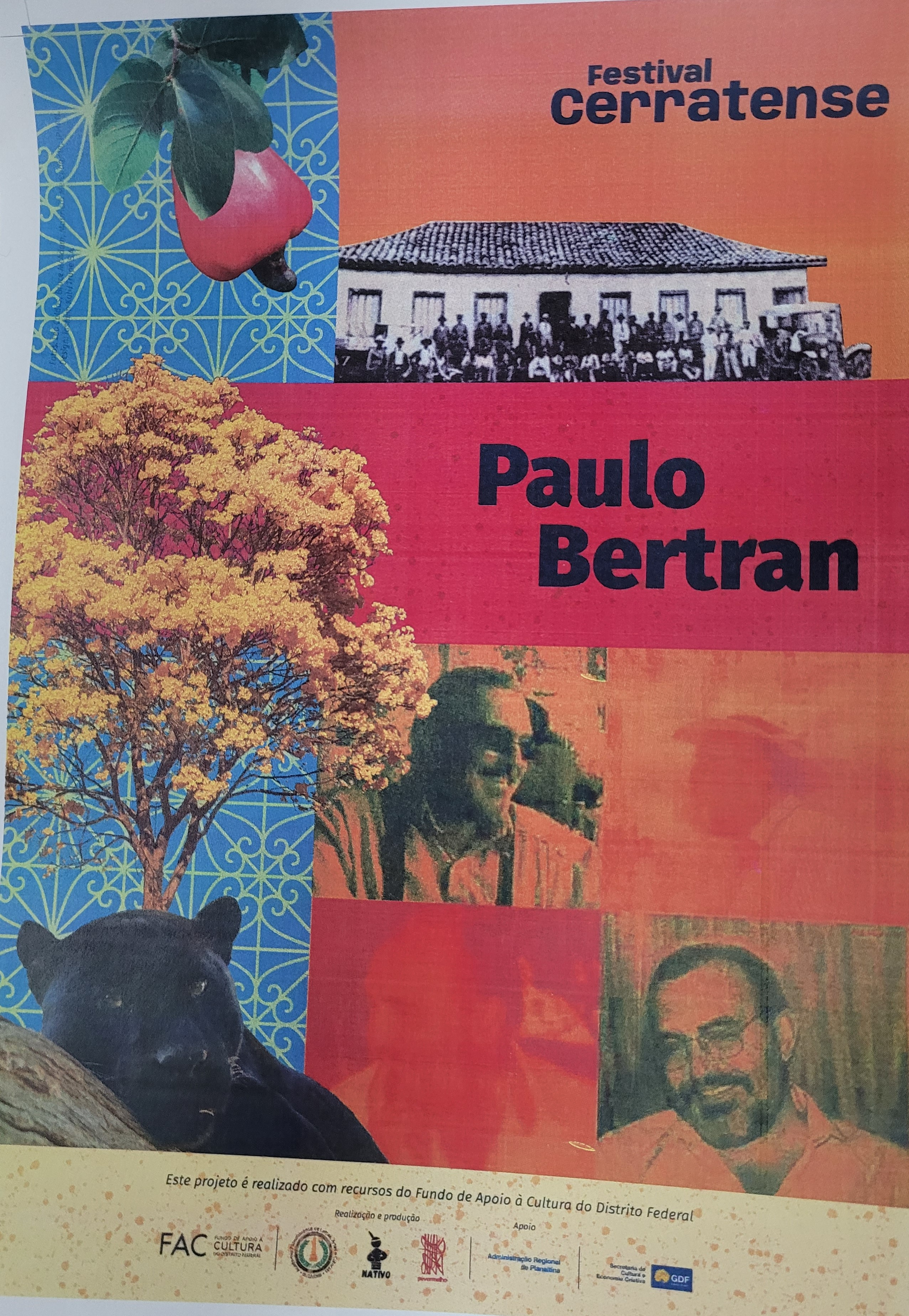
Cartaz do festival Cerratense, criado por Paulo Bertran.

Aclamado como autor que escrevia História com gosto literário, publicou os seguintes livros:
- Formação Econômica de Goiás (1979): primeiro livro do autor, antevê questões que se tornariam centrais nas obras posteriores, como a importância do Cerrado para o contexto econômico e a história indígena.
- Uma Introdução à História Econômica do Centro-Oeste do Brasil: Idealizado em 1982, como uma ampliação do estudo da "Formação Econômica de Goiás".
- Memória de Niquelândia (1985): Ensaio em 14 capítulos sobre a região de Niquelândia e do Julgado de Traíras, o mais rico do Século XVIII da então Capitania de Goiás.
- História da Terra e do Homem no Planalto Central: Da história geológica à formação do Cerrado, passando pela ocupação pré-histórica. O bandeirismo na região de Brasília. Os descobrimentos auríferos do Século XVIII. Arraias, minas, sesmarias e estradas coloniais. Obra em 18 capítulos, com 3 edições, pela Solo Editores, Verano Editora e Editora da UnB.
- Notícia Geral da Capitania de Goiás (1997): A mais antiga história conhecida do Planalto Central, resgatada por Paulo Bertran nos arquivos da Biblioteca Nacional e do Ultramarino de Lisboa. O primeiro volume contém a história dos arraiais, fazendas e lavras no limiar da decadência aurífera, além da descrição geográfica da capitania e das estradas coloniais. O segundo volume publica os relatos de época, por vezes de autoria desconhecida. Ambos volumes são precedidos de análise de Paulo Bertran.
- História de Niquelândia (1998): Edição revista e atualizada do livro Memória de Niquelândia.
- Cerratenses (1998): Livro de poesias.
- Memorial das Idades do Brasil (2004): Escrito em co-autoria com Graça Fleury, a pequena obra resume os fundamentos da história geológica, da eco-história do Cerrado e da pré-história que nortearam a criação do Memorial das Idades do Brasil, em Brasília. Serve também como síntese para visitantes e jovens estudiosos que se interessem pela arte rupestre brasileira.
- Goiás: 1722-2022 (organizador) (2002): Coletânea organizada em parceria com Nasr Chaul. Busca suprir a lacuna de uma obra global sobre o Estado de Goiás, mas que contemplasse também sua partes regionais, sem ser uma tese universitária ou obra ficcional. Dividida em duas partes: a primeira trata da geologia, cerrado, história, sociologia e economia. A segunda das memórias regionais: os quatro pontos cardeais do Estado de Goiás. Ainda, menção expressa à Chapada dos Veadeiros, Pirineus e Cidade de Goiás. Colaboração de Carmo Bernardes. Edição bilíngue altamente ilustrada. Promovido pela Agência Goiana de Cultura Pedro Ludovico Teixeira e Governo do Estado de Goiás. Era o presente oficial do Estado de Goiás a visitantes nacionais e estrangeiros.
- Cidade de Goiás: Patrimônio da Humanidade. Origens. (2004) Livro com texto de Paulo Bertran e fotografias de Rui Faquini. A Cidade de Goiás, então recentemente reconhecida como Patrimônio da Humanidade pela UNESCO, é descrita nas frentes histórica, política e cultural. Desde a fundação da antiga capital, Vila Boa de Goyaz, até os anos 1930. Ao final do livro, Paulo Bertran analisou a mudança da capital para Goiânia e sua relação com as mudanças do Rio de Janeiro para Brasília e de Ouro Preto para Belo Horizonte.
- Palmeiras de Goiás: Primeiro Século (2005): Livro em comemoração ao primeiro centenário da cidade goiana, suas origens e fatos marcantes: contextualização do antigo Povoado do Alemão na rota dos bandeirantes e as dificuldades transpostas pelos desbravadores do sertão, tantas vezes inóspito. Obra finalizada por Graça Fleury.
- Sertão de Campo Aberto (2007, publicação póstuma): Livro de poesias completas. Obra finalizada por Graça Fleury. Conteúdo do livro, conforme descrito por Paulo Bertran: "Devem estar uns trinta anos de poesia geral e, ao organizar o livro, uma meia dúzia de assuntos pediram para se ligar em entidades meio eletivas e meio quânticas, que vêm a ser os capítulos deste livro, subdividido em quatro tomos. No primeiro, minhas viagens, reais ou metafóricas sem abdicar do cetro à mão. No segundo, minha vida de historiador, profissão insalubre por conviver com tantos mortos, ademais com a disciplina da verossimilhança. Por isso, temperei com bastante sexo, para me distrair, e não a você - leitor curioso e voluptuoso. No terceiro, minha vida de fazendeiro, meu encontro com a natureza do Cerrado e tudo o mais que me rendeu em nuvens e ares a fazenda do Assombrado. No quarto e último capítulo do livro, acolhi minhas afeições, muitas quase castas. No fim do livro, depositei três apensos de poemas para pessoas também sensíveis à natureza e às literatícies, como eu próprio. As ilustrações que escolhi para o livro são de Gustave Doré, velho artista francês do século XIX que meu avô deu-me a conhecer e que ainda estão aí, como relíquias transversais da minha livraria e da minha vida. Bem-vindo, caro e voluptuoso leitor, à minha intimidade e nudez."[17]

## A Lenda do Ouro do Urbano
O Roteiro do ouro do Urbano, datado de 1749, é um dos mais antigos documentos da região do Distrito Federal e do Planalto Central. Foi escrito pelo bandeirante Urbano do Couto Menezes, que teria descoberto uma fabulosa mina de ouro ao norte de Brasília, registro divulgado por Paulo Bertran no livro História da Terra e do Homem no Planalto Central. Todos os acidentes geográficos citados por Urbano são reconhecíveis na atual paisagem do Distrito Federal e adjacências, exceto - é claro - os últimos, nas proximidades da famosa mina.

## Memorial Paulo Bertran

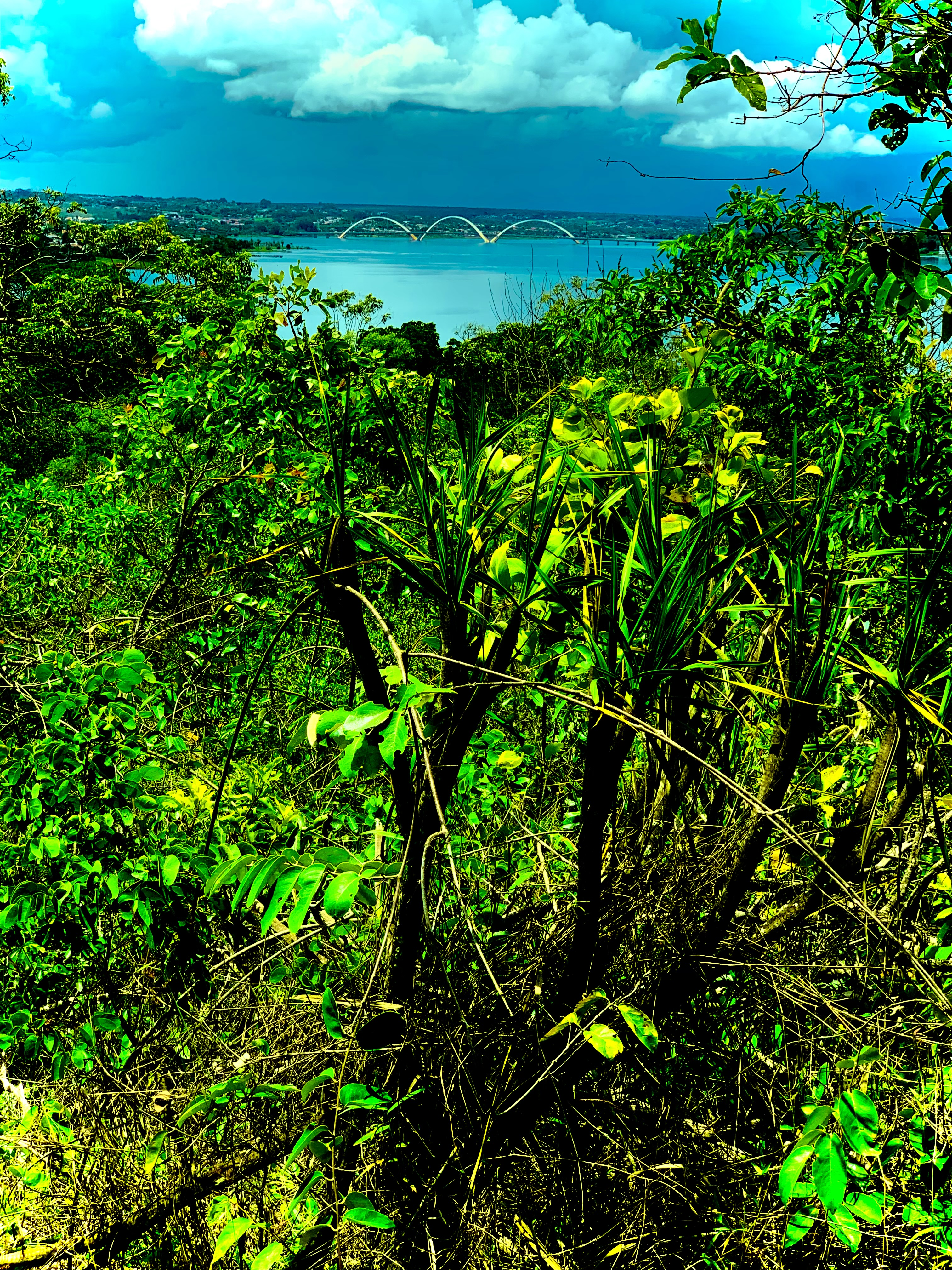
Canela de Ema e Ponte JK, vistas a partir do Memorial Paulo Bertran, em Brasília.

Paulo Bertran criou em Brasília, junto com Maria das Graças Fleury Curado, o Memorial das Idades do Brasil e o Instituto Bertran Fleury, OSCIP criada em 2003 e presidida por ele até seu falecimento.
Bertran reproduziu as principais pinturas rupestres brasileiras em rochas muito antigas, em uma área de cerrado preservada, com vista para o Lago Paranoá, em Brasília.
O nome original do pavilhão aberto em que Bertran recebia estudantes e pesquisadores para a caminhada sobre as rochas pintadas chamava-se Memorial das Idades do Brasil. O nome era referência, primeiro, à idade geológica, que se assenta sobre o grande conjunto de rochas enegrecidas e que há um bilhão de anos atrás constituíam o fundo de um extenso mar que se estendia por quase todo o Distrito Federal, até Alto Paraíso de Goiás, na Chapada dos Veadeiros. A segunda Era descrita pelo nome, datando de 45 a 60 milhões de anos, é a do surgimento dos cerrados, considerados pelos botânicos como a vegetação matriz da América do Sul. Há uma trilha de espécies nativas identificadas no local. A terceira Idade é a do Homem, que pode ter chegado ao Brasil há cerca de 50 mil anos, dos quais datam suas mais antigas pinturas pré-históricas, ali reproduzidas.
Segundo reportagem do Correio Brasiliense, "A vocação de Bertran para fuçar a mais antiga antiguidade o levou a criar, no Setor de Mansões do Lago Norte, o Memorial das Idades do Brasil, museu a céu aberto, que registra a história da formação do Planalto Central, a geológica, da formação do Cerrado e da chegada do homem a este chão altiplano. Bertran fez poesia colorida com a terra do paredão de 150 metros de comprimento, que restou da escavação para retirada de areia durante a construção de Brasília. (...) Para contar a história da chegada do homem ao Brasil, Bertran reproduziu em grande escala pinturas rupestres encontradas em 25 estados brasileiros datadas de até 10 mil anos atrás. O resultado é um paredão lúdico que seduz as crianças com pinturas de um tempo ancestral."
Após o falecimento do historiador, o local em Brasília passou a ser chamado de Memorial Paulo Bertran. Maria das Graças Fleury Curado, sua viúva, fundou o Memorial Paulo Bertran na Cidade Goiás, preservando parte considerável de seu acervo e recebendo turistas e estudiosos.

## Família
Casou-se com Sulamita Costa Wirth Chaibub em 1972. Casou-se com Ana Sudária Lemos Serra na década de 90. Casou-se, por fim, com Maria das Graças Fleury Curado, com quem desenvolveu o Memorial das Idades do Brasil e com quem viveu até seu falecimento. Deixou três filhos: João Frederico Bertran Wirth Chaibub (1975), Maria Paula Costa Bertran (1980), professora da Universidade de São Paulo, e André Gustavo Machado Bertran (1987).